# Olisthaerinae
Sous-famille
Les Olisthaerinae sont une sous-famille d'insectes coléoptères de la famille des Staphylinidae
Comme tous les membres de la famille des Staphylinidae, ces insectes sont distinguables par des élytres très courts laissant plus de la moitié du corps exposé. Cette sous-famille est apparue il y a plus de 163,5 millions d'années. Ils sont très similaires à la sous-famille des Phloeocharinae.

## Liste des genres
- Olisthaerus Dejean, 1833
- †Protolisthaerus Cai, Chenyang, Beattie & Diying Huang, 2015

## Écologie
On les retrouve sous l'écorce des conifères morts. Leur biologie est très peu connue.

## Répartition
En Amérique du Nord, on les retrouve au nord-est de l’État de New York et, à travers le Canada, jusqu'en Alaska.